# Brian Flynn
Brian Flynn (Port Talbot, 12 de outubro de 1955) é um treinador e ex-futebolista galês. Atualmente, dirige a Seleção Galesa Sub-21.

## Carreira

### Jogador
Meio-campo, Flynn iniciou sua carreira na vizinha Inglaterra quando tinha dezessete anos, defendendo o Burnley.[carece de fontes?] Passaria quase cinco temporadas no clube, apresentando grande futebol, o que lhe renderia suas primeiras convocações para a Seleção Galesa, a qual defenderia durante dez anos, disputando 66 partidas e marcando sete gols. Suas atuações no Burnley também lhe renderiam uma transferência para o Leeds United.[carece de fontes?] Neste, viveria uma grande fase, superior a sua primeira passagem pelo seu clube primeiro clube, disputando 150 partidas e anotando onze tentos apenas no campeonato.
Porém, acabaria sendo emprestado durante sua quarta temporada no clube para o Burnley,[carece de fontes?] onde atuaria apenas duas partidas. Retornaria em seguida ao Leeds, onde permaneceria até o final do ano,[carece de fontes?] disputando mais duas partidas. No início do ano seguinte, acertaria seu retorno em defenitivo ao Burnley e, permaneceria dois anos,[carece de fontes?] obtendo o mesmo destaque de sua primeira passagem, anotando dez tentos em oitenta partidas. Deixaria no final do ano o clube e, no início do seguinte, acertaria o Cardiff City, de sua nação natal.[carece de fontes?]
Permaneceria no clube apenas até o final do ano,[carece de fontes?] retornando ao futebol inglês no ano seguinte, agora defendendo o Doncaster Rovers,[carece de fontes?] disputando 27 partidas durante seis meses. Passaria os cinco meses seguintes no futebol irlandês, defendendo o Limerick,[carece de fontes?] mas não disputando nenhuma partida. Mais uma vez, retornaria ao futebol inglês, onde defenderia o Bury[carece de fontes?] em dezenove oportunidades. Ainda teria mais uma rápida passagem pelo Doncaster,[carece de fontes?] disputando mais 24 partidas e anotando um tento antes de retornar ao seu futebol natal, mas dessa vez para o Wrexham, onde iniciaria também sua carreira como treinador.[carece de fontes?]

### Treinador
Flynn iniciaria sua carreira como treinador ainda quando atuava no Wrexham, dividindo as duas funções durante suas três primeiras temporadas. Essas três temporadas seriam as piores sob o comando de Flynn, tendo o Wrexham sofrido diversas derrotas e, se livrado do rebaixamento da quarta divisão por conta da criação da Premier League. Porém, após se tornar apenas o treinador do clube, Flynn passou a conseguir importantes vitórias e marcas, como uma vitória sobre o Arsenal na Copa da Inglaterra, na mesma que levaria o clube às quartas de final quatro temporadas depois.
Sua passagem de doze anos terminaria no final de 2001,[carece de fontes?] quando Flynn acabaria sendo demitido por conta dos últimos resultados. Ao todo, comandaria o clube em 622, obtendo 223 vitórias. Assumiria no ano seguinte o Swansea City,[carece de fontes?] onde conseguiria livrar o clube do rebaixamento e, na temporada seguinte conseguiria obter bons resultados. Acabaria deixando o clube após apenas duas temporadas, acertando como novo treinador da Seleção Galesa sub-21.[carece de fontes?] Quando completava seis anos no comando da equipe, receberia a oportunidade de treinar a equipe principal interinamente, após demissão de John Toshack, que fora se companheiro nos tempos de jogador.